# Skattsökaren
Skattsökaren (Le Chercheur d'or) är en roman av den franske författaren och nobelpristagaren Jean-Marie Gustave Le Clézio utgiven 1985. 

## Handling
Pojken Alexis bor med sin familj på Mauritius i en trygg och oskuldsfull tillvaro nära naturen. Men när en storm ödelägger deras hem och fadern dessutom blir ruinerad splittras familjen och de tvingas flytta till en utfattig tillvaro på andra sidan ön. Innan fadern dör berättar han för Alexis om en legendarisk sjörövarskatt som ska finnas gömd på ön Rodrigues. Så småningom ger sig Alexis av för att med hjälp av gamla kartor söka efter skatten och leva ett ensamt liv på stranden. Där träffar han den vackra indiskan Ouma som inviger honom i naturens och kärlekens mysterier och de tillbringar en tid av lycka tillsammans. När Första världskriget bryter ut beger sig Alexis ut som frivillig och skickas till de leriga skyttegravarna i Flandern. Efter kriget återvänder han till ön, men inser att idyllen aldrig kan bli densamma och att sökandet efter skatten har varit förgäves.

## Bakgrund
Romanen är inspirerad av Le Clézios farfars öden. Farfadern var domare på ön Mauritius vid 1900-talets början. Lockad av legenden om en nedgrävd sjörövarskatt på en ödslig ö i Stilla oceanen bröt denne upp från sin familj och borgerliga tillvaro. Men liksom för romanhjälten i Skattsökaren skulle skatten visa sig vara en illusion.
Voyage á Rodrigues (Gallimard 1986, ej översatt till svenska) är den journal Le Clézio förde under sin resa till Rodrigues (och barndomsön Mauritius) innan han skrev Skattsökaren. Det är en skildring av en färd i farfaderns spår som kan läsas som ett utkast till romanen.

## Utgåvor
Originalutgåva
- Le Chercheur d'or, Gallimard 1985

Svenska utgåvor
- Skattsökaren, AWE/Geber 1990 ISBN 91-20-07710-6
- Skattsökaren, Norstedts 2008 ISBN 9789113021782